# Магнар Едегор
Магнар Едегор (норв. Magnar Ødegaard, нар. 11 травня 1993 Фредрікстад, Норвегія) — норвезький футболіст, центральний захисник клуба «Сарпсборг 08».
Відомий своїми виступами за молодіжну збірну Норвегії.

## Ігрова кар'єра

### Клубна
Магнар Едегор народився у місті Фредрікстад і починав грати у футбол у місцевих клубах. У 2009 році він приєднався до клубу «Сарпсборг 08», з яким дебютував у матчах Першого дивізіону. Влітку 2010 року італійська «Брешія» проявляла зацікавленість у послугах молодого футболіста. Але «Сарпсборг 08» на той момент мав шанси на підвищення у класі і керівництво клубу не відпустило Едегора на оглядини в середині сезону.
Едегор виступав із «Сарпсборгом» один сезон у Тіппелізі і повернувся з клубом до Першого дивізіону. А у 2012 році футболіст заявив, що не буде продовжувати контракт із клубом і висловив бажання приєднатися до клубу більш вищого рівня. Вже влітку того року він переходить до «Молде», з яким уклав угоду на 3,5 роки.
У «Молде» футболіст знаходився до 2014 року, коли перейшов до складу іншого клубу з Тіппеліги - «Тромсе». За клуб з півночі країни Едегор відіграв чотири сезони і більше сотні матчів.
У 2019 році футболіст вирішив спробувати свої сили в іншому чемпіонаті і перейшов до шведського АІКа. Але за весь сезон норвежець так і не зіграв жодного матчу у складі стокгольмського клубу і за рік повернувся до Елітсерії, до клубу «Сарпсборг 08».

### Збірна
З самого початку своєї кар'єри Магнар Едегор викликався до лав юнацьких збірних Норвегії різних  вікових категорій. У період з 2012 по 2014 роки він зігрв 9 матчів у складі молодіжної збірної, де відзначився одним забитим голом.